# 間人
間人（たいざ）は、京都府京丹後市丹後町の地名。大字としての名称は丹後町間人（たんごちょうたいざ）。日本海に面しており、立岩などの景勝地を有している。難読地名とされる。

## 名称
聖徳太子の生母・間人皇后（はしうどこうごう）が蘇我氏と物部氏との争乱を避けて丹後の当地に身を寄せ、のちに当地を去るに当たって自らの名をこの地に贈ったものの、住民は「はしうど」と呼び捨てにすることを畏れ多く思い、皇后がこの地から退座（たいざ）したのにちなみ間人を「たいざ」と読み替えた、との伝承が残る。但し間人皇后が丹後に避難したとする記述は記紀になく、由来には他にも諸説がある。
1471年に申叔舟が編纂した『海東諸国記』には「丹後州田伊佐津平朝臣四郎家国」の記述があり、地名が「間人（はしひと）」へ変わった後も、呼び名として残った説もある。
死者を大陸に向けて埋葬する風習が長らく残っていた。

## 地理
丹後半島北西岸に位置し、日本海に突き出ている。東部を竹野川が北流し、河口には立岩がある。景勝地としてよく知られ、立岩は1971年（昭和46年）に京都府が企画し京都在住の日本画家12名に府内の名勝を描かせた「京の百景」にも選出され、澤宏靱によって描かれ1973年（昭和48年）京都市内で開催された展覧会に出品された。

## 歴史

間人皇后・聖徳太子母子像

- 平安時代中期に編纂された『和名抄』に「間人郷」として見える。
- 1889年（明治22年）4月1日 - 町村制の施行によって竹野郡間人村が発足。
- 1921年（大正10年）4月1日 - 間人村が町制を施行して間人町が発足。
- 1955年（昭和30年）2月1日 - 間人町・豊栄村・竹野村・上宇川村・下宇川村の5村が合併して丹後町が発足。丹後町の大字として間人が設置される。
- 2004年（平成16年）4月1日 - 丹後町が周辺5町と合併して京丹後市が発足。京丹後市の大字として丹後町間人が設置される。

## 教育

京丹後市立丹後小学校

- 京丹後市立丹後小学校
2019年（平成31年）4月に京丹後市立間人小学校と京丹後市立豊栄小学校を統合して開校[5]。間人小学校の校地を利用。2010年（平成22年）4月には京丹後市立竹野小学校が京丹後市立間人小学校に統合されている[6]。敷地内には1957年（昭和32年）には建立された松本重太郎の石像がある[7]。松本は間人出身の実業家であり、間人小学校の校舎の建設資金を寄付したことがある[8]。
- 京丹後市立丹後中学校
2014年（平成26年）4月に京丹後市立間人中学校と京丹後市立宇川中学校を統合して開校[9]。
- 京都府立網野高等学校間人分校
2020年（令和2年）4月に開校した京都府立清新高等学校に統合されて2022年（令和4年）4月に廃校となる予定。

## 施設
- 京丹後市役所丹後庁舎（旧・丹後町役場） - 経ヶ岬灯台をモチーフとしている。
- 丹後地域公民館 - 1977年竣工[10]。2021年10月5日には間人出身の松本重太郎を顕彰する松本重太郎ギャラリーが設置された[11][12]。大阪企業家ミュージアムで開催された「松本重太郎展」で用いられたパネルなどが展示されている[7]。
- 京丹後市商工会丹後支所
- 丹後郵便局
- 京都北都信用金庫間人支店
- 京都農業協同組合間人支店
- 丹後町漁業協同組合
- 京都漁連丹後支所
- スーパーにしがき間人店

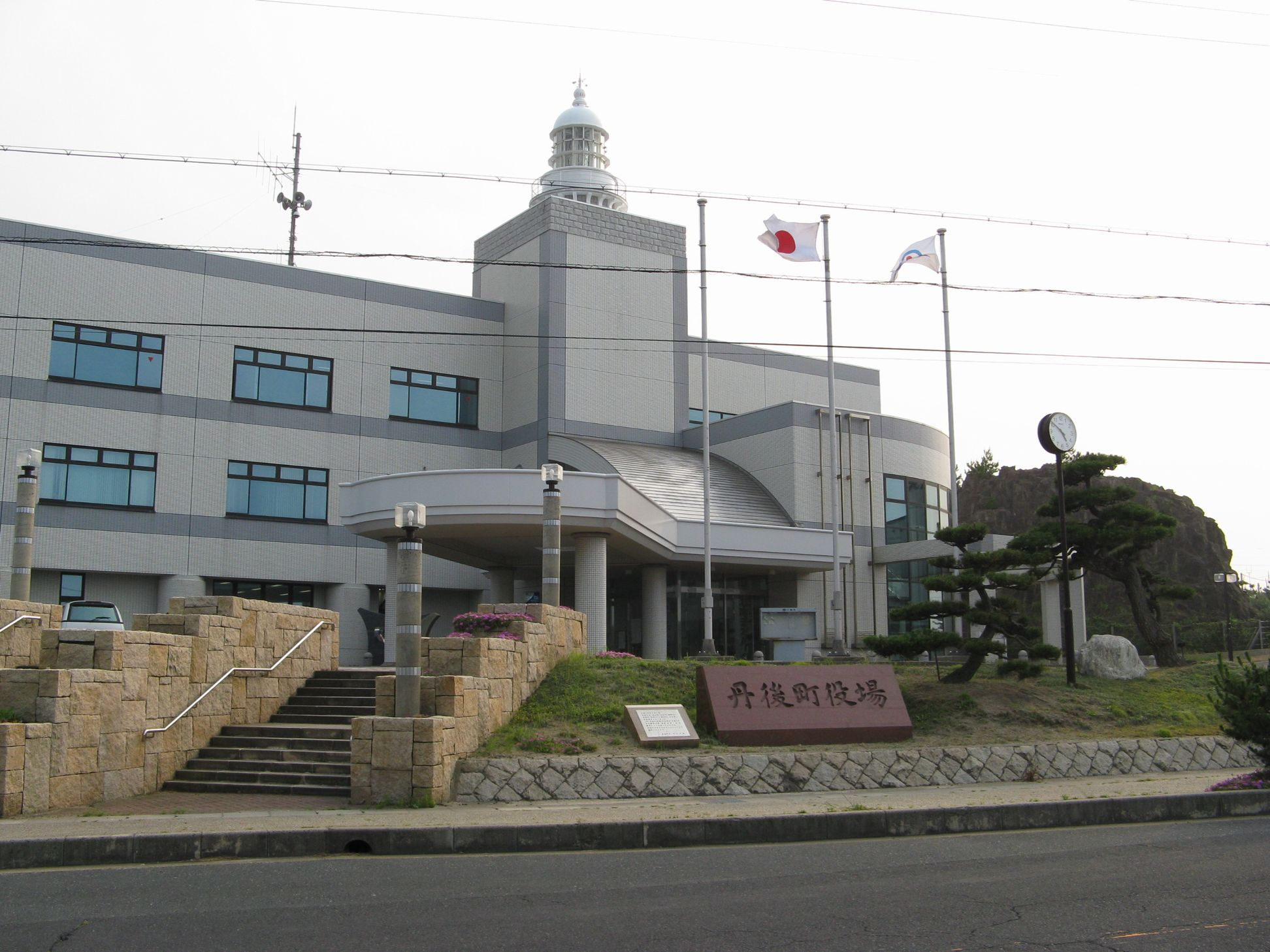
京丹後市役所丹後庁舎
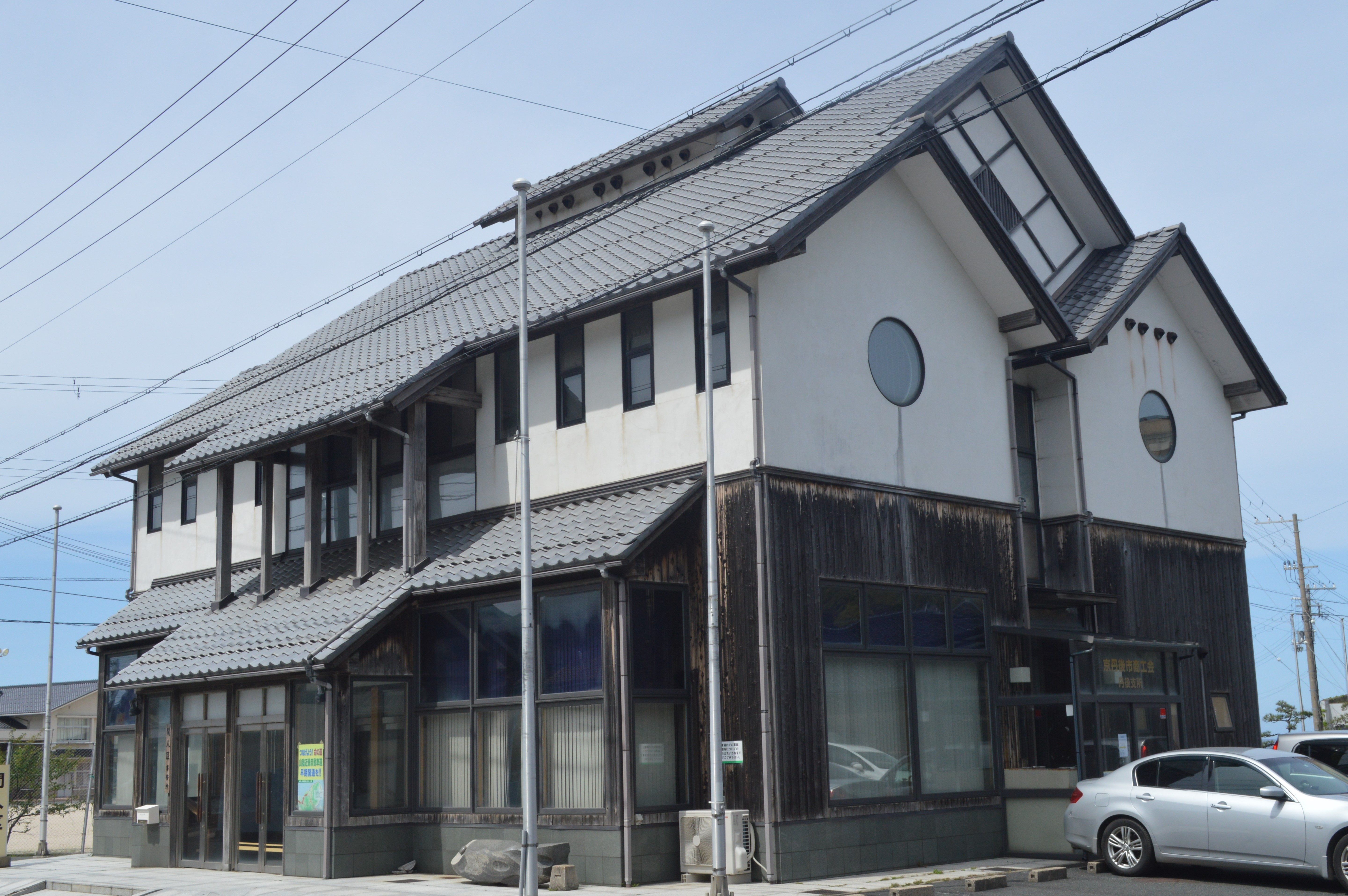
京丹後市商工会丹後支所
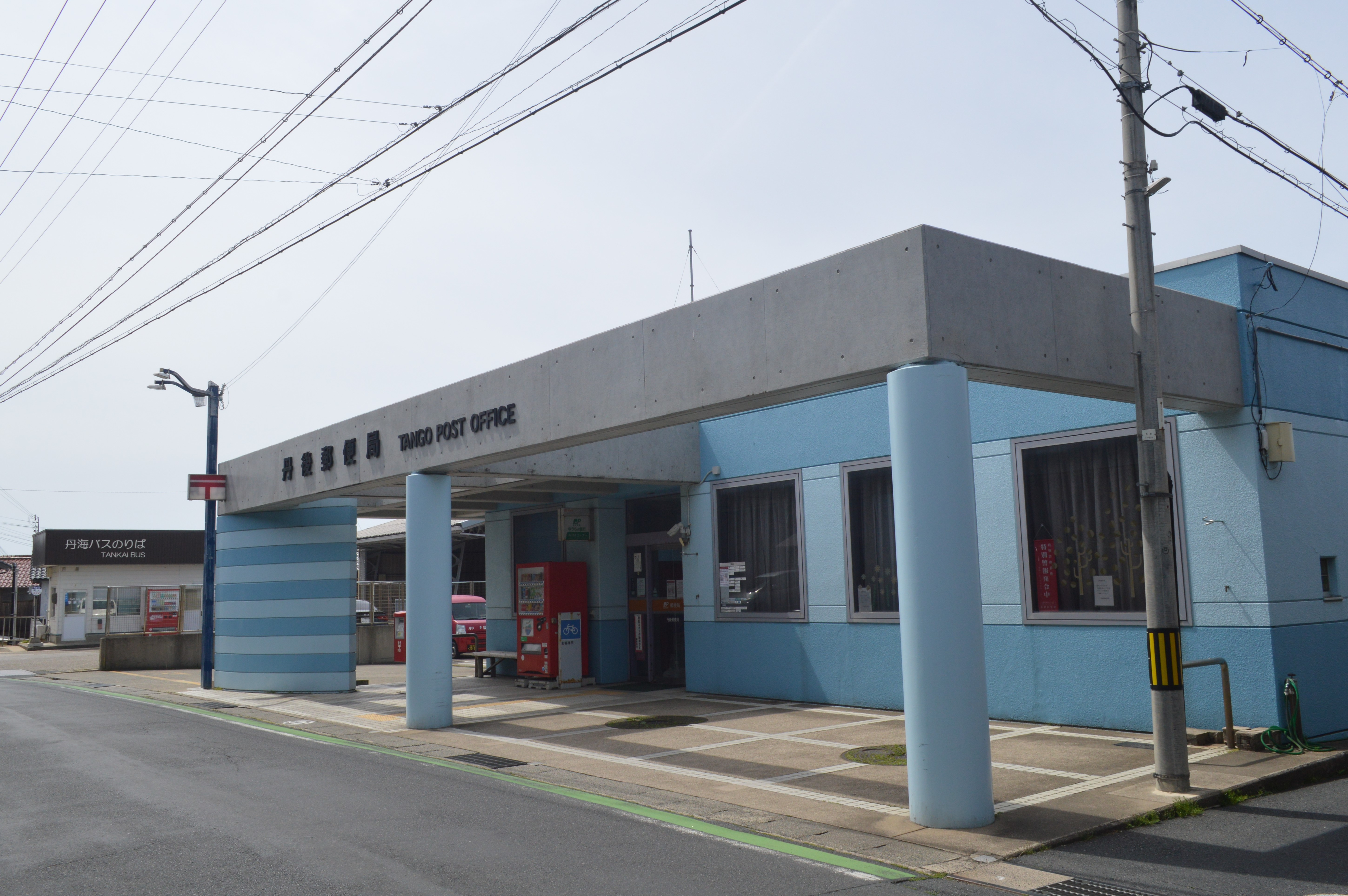
丹後郵便局
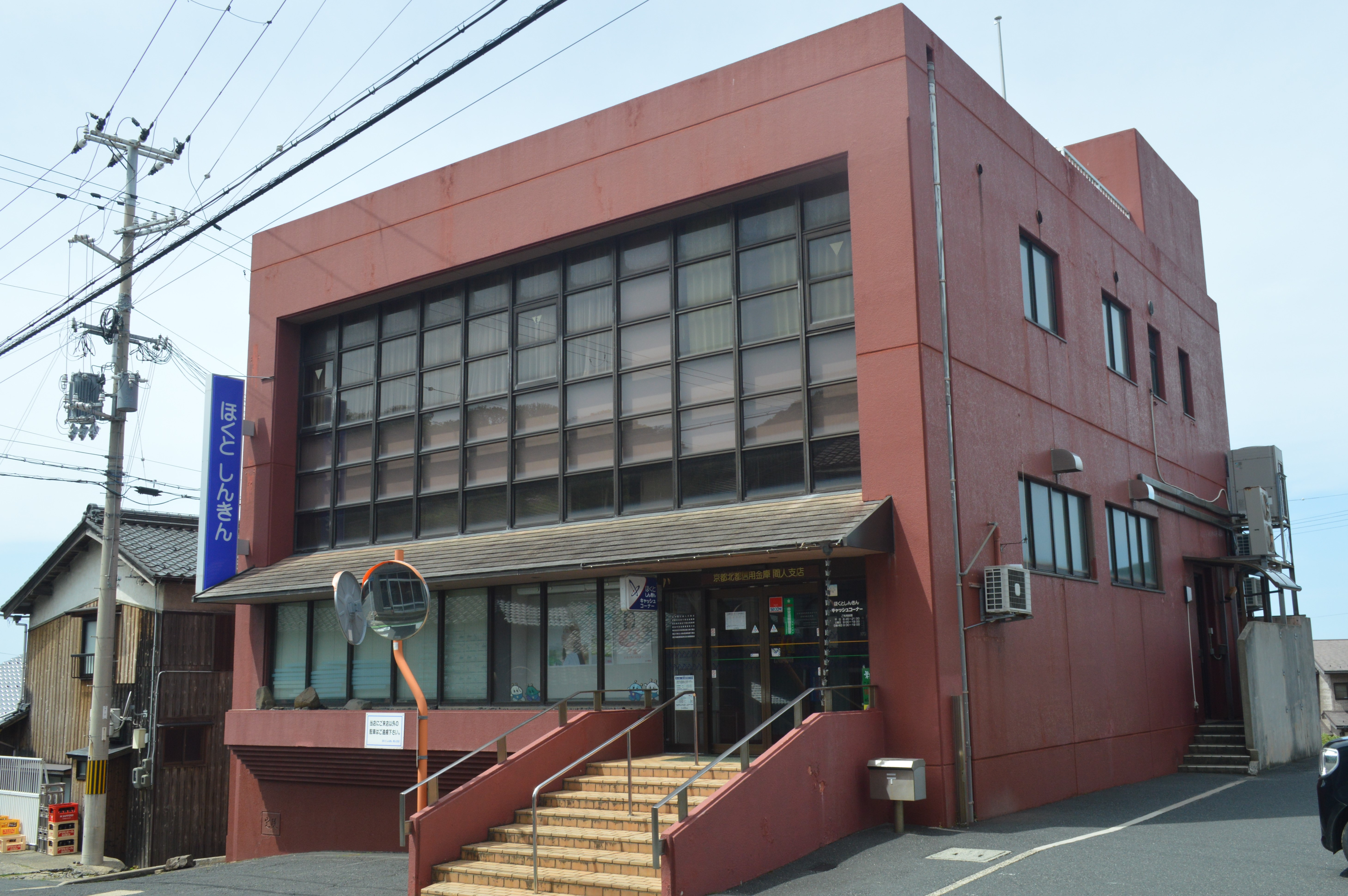
京都北都信用金庫間人支店
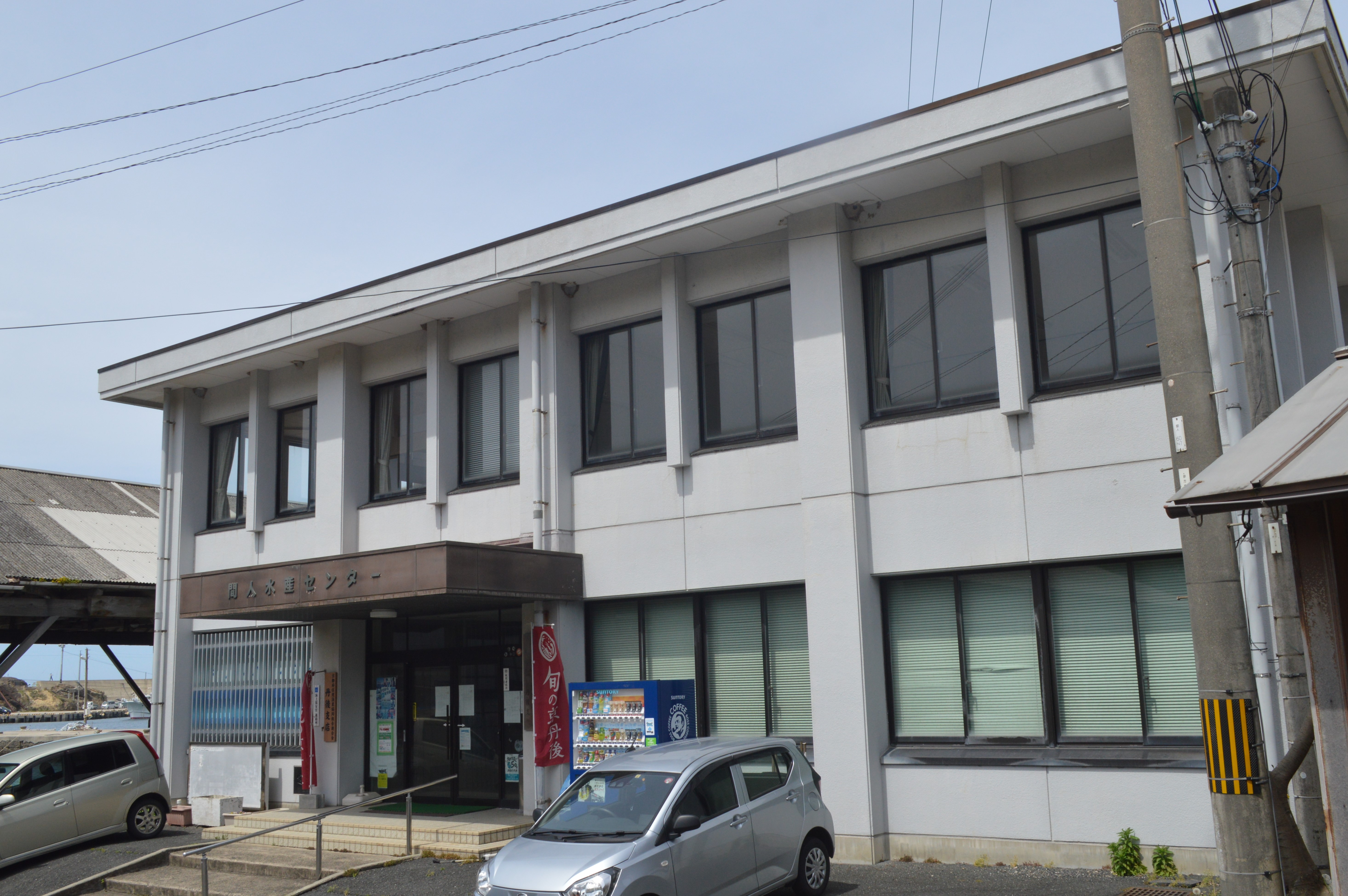
京都漁連丹後支所

## 経済

間人漁港

### 漁業

#### 間人の漁業史
中世末期、一色氏の武将・荒川武蔵守が城嶋の居城を構えて一帯を支配下とした際、住民に漁業振興を呼びかけ、延縄や一本釣りなどによりタイ、カレイ、イカを漁獲した。その後近世の資料はまったく残されていないが、江戸時代ますます漁業が盛んになったことは想像に難くないと言われている。江戸時代の間人は元高481石9斗8升を課せられた村であったところ、1681年（延宝9年）の大増税で772石8升4合と6割以上もの増税を受け、より一層漁業に励む必要性に迫られた。元々の延縄漁によるタイやカレイ、一本釣りでのイカ漁に加え、サバやシイラも一本釣りで漁獲するようになり、地引網漁によるイワシ、イカナゴなどの漁が始まったのもこの前後の時代とみられる。
明治時代に入っても間人の主産業は依然として漁業であり、明治の末期には約700名の漁師がいたという。このうち、明治末期から大正初年の間人漁業組合が把握する漁業登録漁家は135戸、従業員は500余名だった。1885年（明治18年）、中江清四郎なる人物を漁法研究のため隠岐に送り、大敷網を改良して落網として使用することで漁獲量を上げることができる新たな漁法を持ち帰らせると、上羽佐治右衛門との共同研究で改良を重ね、落網漁を完成させ間人漁業として定着した。また、遠洋漁業にも取り組むようになり、1903年（明治36年）には1隻のフカ延縄船が韓国沿岸まで出漁した記録が残る。とはいえ、間人漁業の中心は依然として浅海での釣漁であり、なかでも古来の代表的な漁業であったイカの一本釣は、出漁中の海上の夜景が観光名所にも数えられるほどだった。
間人漁業のピークは明治期後半で、その後は機業への転換がすすんだ。第二次世界大戦直後にはまだ、底引網漁船が18隻あったが、その後のガチャマン景気と1963年（昭和38年）に丹後半島一周道路が開通したことに伴う民宿の激増が、漁業離れに拍車をかけた。

#### 現代
丹後半島の沖合は海岸線からわずか15kmで水深200mに達する急深な海底地形が特徴であり、ズワイガニの良い漁場となっている。港湾としては間人漁港と小間漁港があり、間人漁港ではハタハタ・カニ・イカ類などが、小間漁港ではブリやイカ類などが漁獲される。間人漁港で水揚げされたズワイガニの一部は間人ガニというブランドで出荷されている。一般に市場で間人ガニと呼ばれるのは雄のみで、雌はコッペガニと呼ばれる。2006年（平成18年）には特許庁の地域団体商標を取得している。

### 工業
丹後ちりめんの産地である。

## 交通

丹後海陸交通間人バス停

鉄道は通っていない。丹後海陸交通によって路線バスが運行されており、また間人バス停から京都駅に向かう高速バスも運行されている。

### 道路
- 国道178号
- 国道482号
- 京都府道656号間人大宮線
- 京都府道672号間人港線

## 名所・旧跡・観光スポット
- 三柱神社 - 村社。祭神は稚産霊神・倉稲魂神・保食神。
- 三嶋神社 - 城島にある神社。
- 龍雲寺 - 曹洞宗の寺院。貞享5年（1688年）に開創され、間人地区の大半を檀家とする。
- 立岩 - 竹野川河口にある岩。本土と砂州で繋がった陸繋島である[25]。聖徳太子の弟である麻呂子親王がこの岩に鬼を封じ込めたとの伝承が残る。山陰海岸ジオパークのジオサイト。
- 城島（城嶋） - 小間漁港近くの小島。室町時代の武将である荒川武蔵守の居城として伝えられる。城島公園として整備されている。山陰海岸ジオパークのジオサイト。
- 間人皇后・聖徳太子母子像
- 丹後温泉
- 後ヶ浜海水浴場
- 砂方海水浴場
- 間人けんか屋台祭り

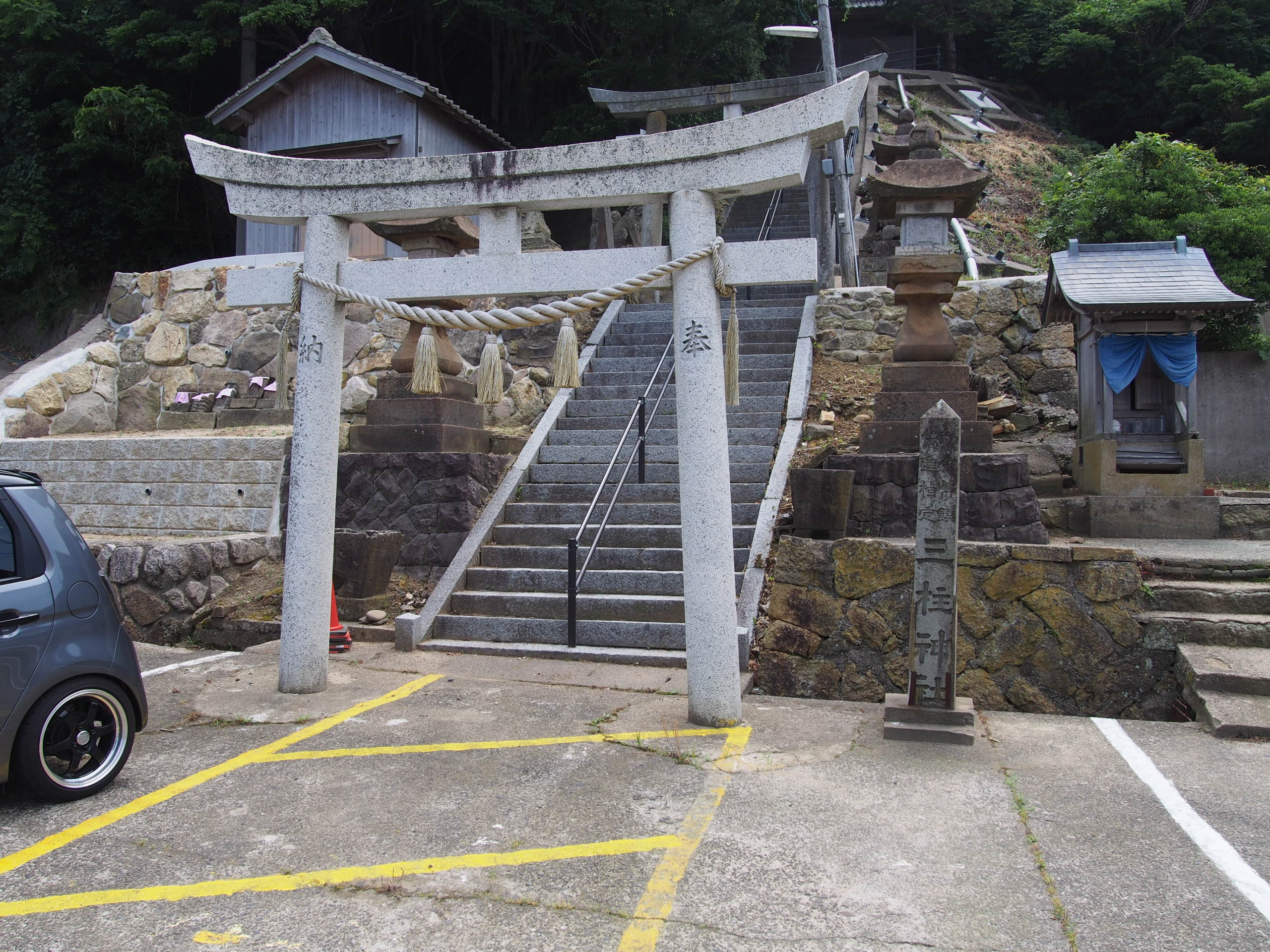
三柱神社
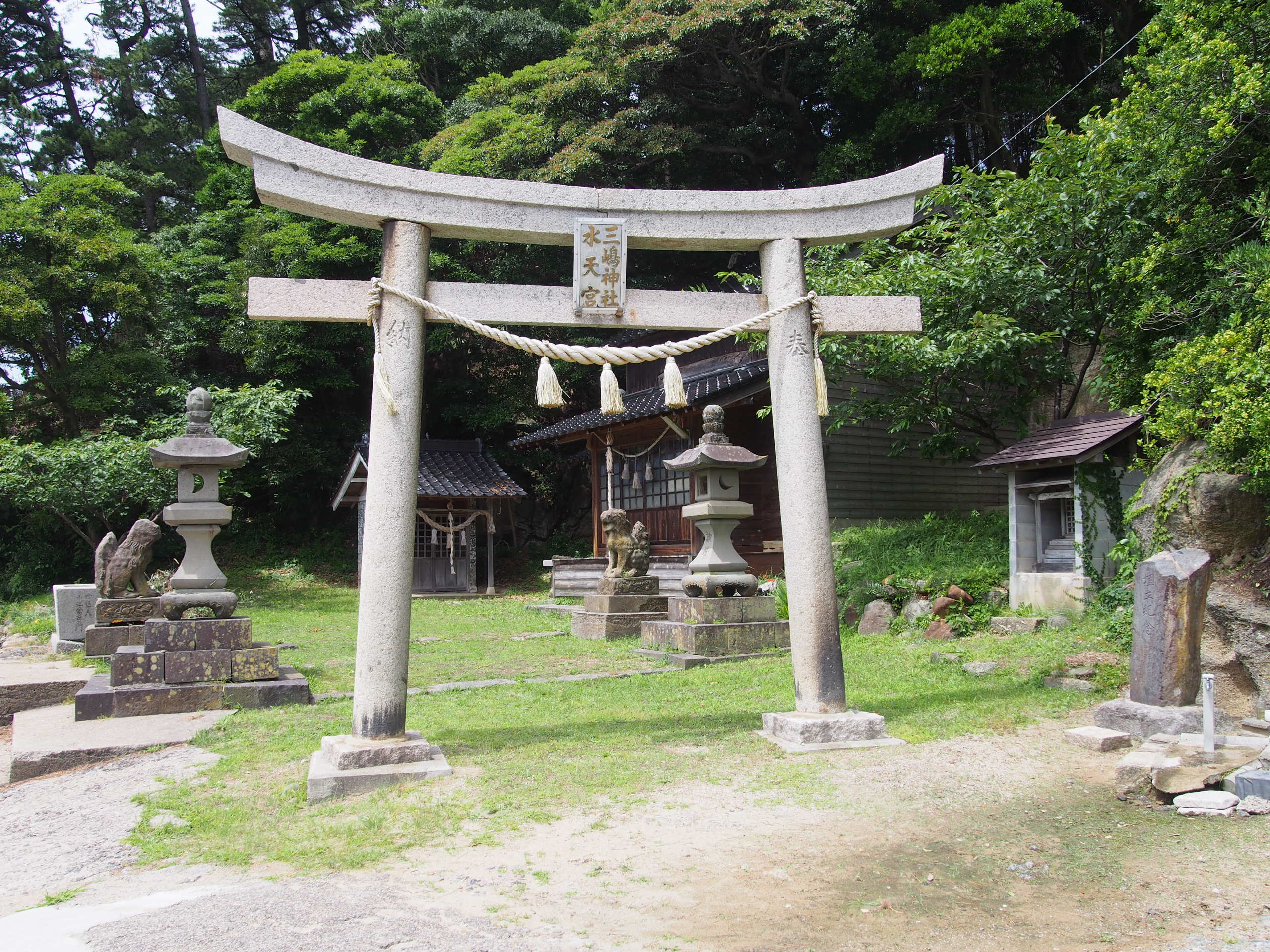
三嶋神社
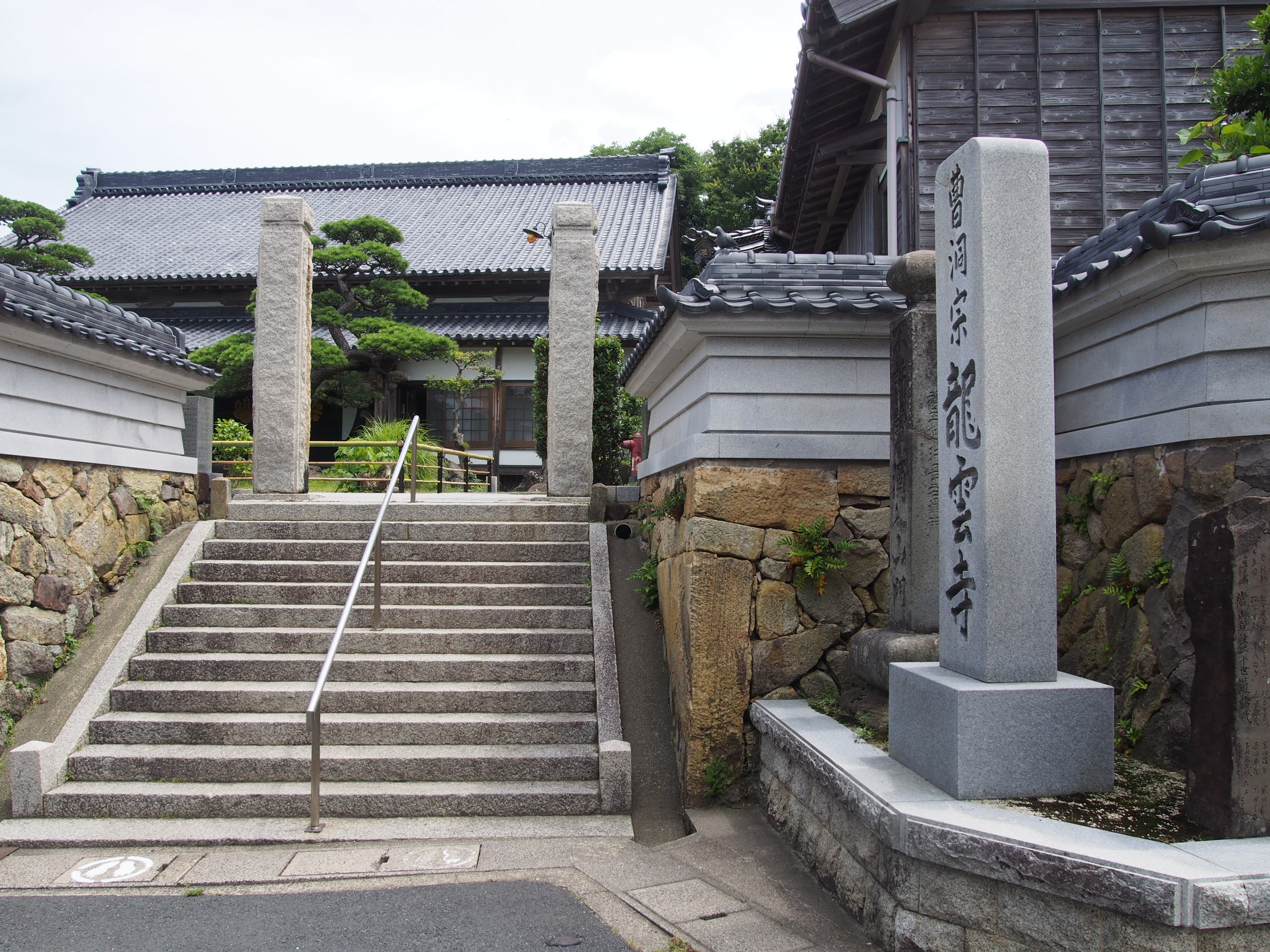
龍雲寺
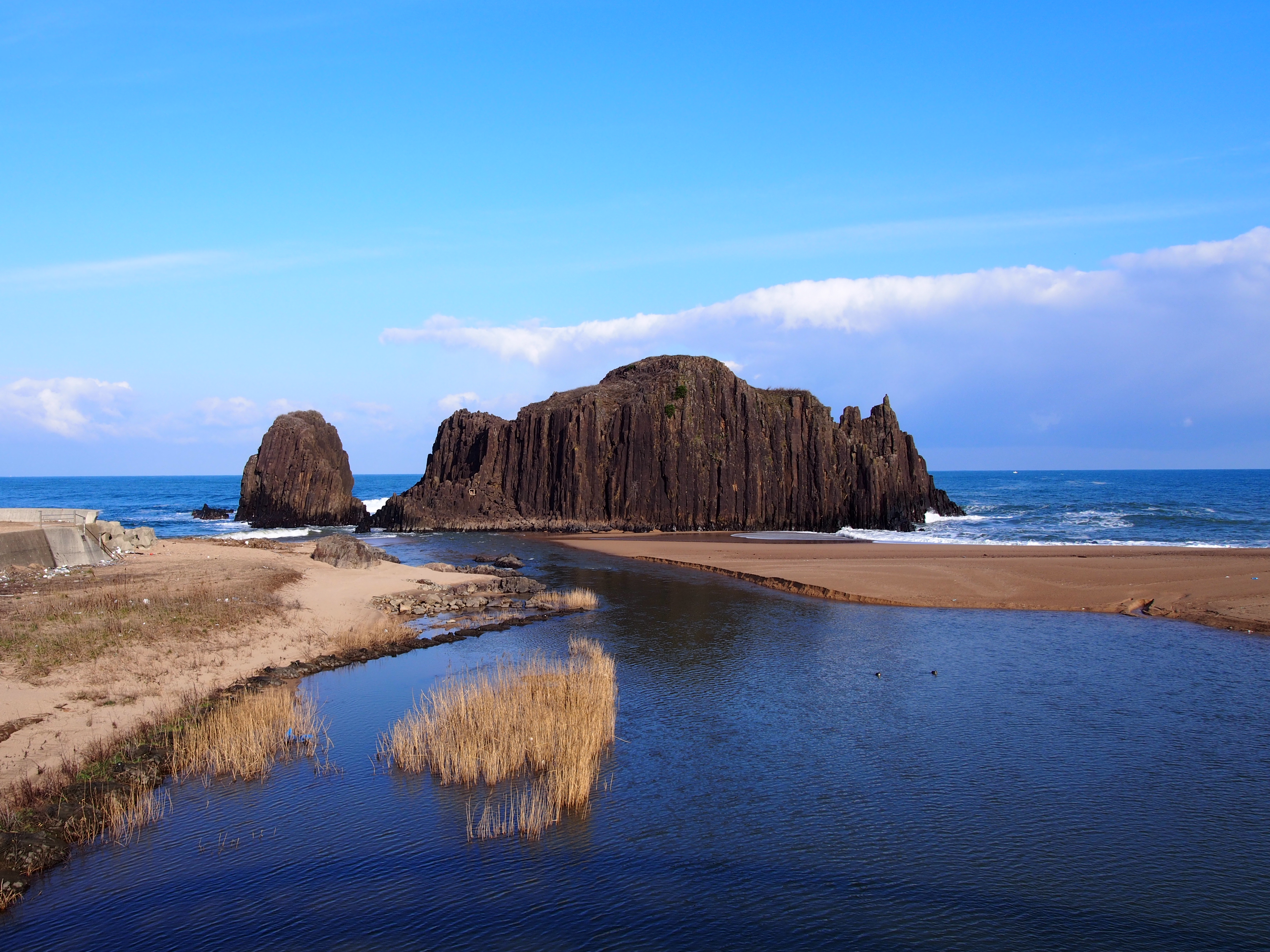
立岩
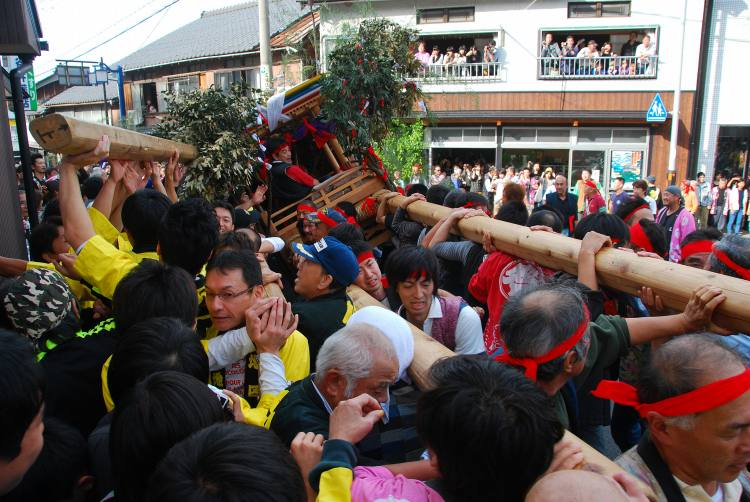
間人けんか屋台祭り

## 出身者
- 松本重太郎 - 実業家・政治家。「関西私鉄王」の異名を取った。
- 東史郎 - 文筆家・映画館経営者。日中戦争従軍時の日記を公刊し、南京事件を告発した。